# Supernova (groupe brésilien)
Pour les articles homonymes, voir Supernova (homonymie).
Supernova est un groupe de rock brésilien, chantant en espéranto. Le groupe est produit par Vinilkosmo.

## Biographie
Supernova est formé en 2004 au Brésil. Il sort un album en 2006, intitulé également Supernova. Il est enregistré entre 2004 et 2006 dans divers studios au Brésil et en Espagne. Supernova est célèbre pour avoir réalisé la première vidéo musicale de qualité professionnelle en espéranto avec leur chanson Pasio en katen’. En 2009, ils jouent au congrès international de la jeunesse,.

## Membres
- Rogener Pavinski - voix, guitare basse
- Marcelo Diniz - guitare électrique
- Romulo Felicio - batterie, synthétiseur